# Şadibey
Şadibey est une rivière turque coupée par le Barrage de Germeçtepe dans la province de Kastamonu. Elle conflue avec la rivière de Daday (Daday Çayı) à moins de 4 km en aval du barrage. La rivière de Daday va rejoindre la rivière Gökırmak affluent du fleuve Kızılırmak.